# Tatroska
Tatroska je česká hudební formace, která vznikla v listopadu 2007 v Kopřivnici. Její hudba se opírá o ska, dotýká se i jazzu, reggae, punku či funk. Často se o stylu Tatrosky mluví jako o ska alternative.
Přestože jsou umělci mladí, mají již hudební zkušenosti. Např. zpěvák Jan Galia v současné době působí v cca 15 uskupeních. Kapela si zahrála po boku většiny významných českých ska kapel jako jsou Prague Ska Conspiracy, Tleskač, aj. Mimo jiné vystupovala několikrát na Majálese Vysoké školy báňské v Ostravě a zahrála si i na hlavním pódiu Colours of Ostrava 2011.

## Historie

### 2007
- konec října první zkoušky
- listopad vznik Tatrosky
- 22. prosince 1. oficiální koncert v příborském Neptunu

### 2008
- březen natočení dema Když slyším ska ...
- červen účast na soutěži United Islands v Praze
- 28. srpna Tatroska se poprvé objevila v televizi (Dobré ráno, ČT1)
- 17. října křest dema Když slyším ska ... v Kopřivnici

### 2009
- březen obdrželi "Ocenění klubového povaleče Petra Ullmanna za Hudební zážitek roku 2008"
- květen demo Když slyším ska ... volně ke stažení
- 28. listopadu 1. vyprodaný koncert

### 2010
- 2. ledna první vystoupení v kiltech
- 12. ledna obsadili 2. místo v semifinále soutěže Boomcup
- leden - únor natáčení CD Hlava Vlasatá
- březen zahájení spolupráce s TdB Records
- 1. října křest CD Hlava Vlasatá v klubu Marley v Ostravě, poslední vystoupení v kiltech
- listopad ukončení spolupráce s TdB Records

### 2011
- 16. července zahajovali program na hlavním stagi festivalu Colours of Ostrava
- 17. července poslední koncert Martina Veselky s Tatroskou
- 16. září do skupiny byla přijata nová členka - Barbora Kladivová
- 4. prosince Petr Vavroš začal hrát na baryton saxofon

## Obsazení
- Barbora Kladivová (altsaxofon, představovaná jako Barča)
- Petr Vavroš (barytonsaxofon, představovaný jako Pedros)
- Petr Štěpán (trubka, představovaný jako Štěpa)
- Jan Galia (pozoun, zpěv, představovaný jako Hanys)
- Martin Galia (kytara, zpěv, představovaný jako Twins)
- Martin Topič (kytara, představovaný jako Topry)
- Martin Ištok (baskytara, představovaný jako Bambus)
- Michal Rečka (bicí, představovaný jako Rečis)

## Význam pojmu Tatroska
Název Tatroska pochází ze spojení názvu firmy Tatra, která sídlí v Kopřivnici, a hudebního stylu ska, který měl být v této skupině majoritní. Spojení slov „ta“ a „troska“ je interpretace chybná.

## Diskografie
1. Když slyším ska ... (2008, DEMO)
2. Hlava vlasatá (2010)
3. Jsem veselý (2012?)

### Zajímavosti
- Demo Když slyším ska bylo nahráno po 4 měsících vzniku kapely
- Na albu Hlava vlasatá mělo být původně 17 písní. Kvůli omezenému rozpočtu a času byly z alba 4 písně vyřazeny
- CD Hlava vlasatá natočil a smixoval Tomáš Neuwerth (studio Animan) a zmasteroval Thomas de Balder (TdB Records)
- Obrázek hlavy alba Hlava vlasatá má na svědomí Alena Ištoková, která se chopila v noci po zábavě fixu a prvním náčrtem dokázala členům Tatrosky, že v jednoduchosti je síla
- Křest CD Hlava vlasatá proběhl v ostravském klubu Marley a všichni zúčastnění dostali nové CD ke vstupence zdarma

## Historie změn obsazení
- 17.7. 2011 opustil skupinu tenorsaxofonista Martin Veselka
- Od 16.9.2011 hraje s Tatroskou na altsaxofon Barbora Kladivová
- Od 4.12.2011 vyměnil Petr Vavroš altsaxofon za barytonsaxofon